# Бруклин 9-9 (сезон 3)
Премьера третьего сезона ситкома «Бруклин 9-9» состоялась 27 сентября 2015 года на американском телеканале Fox; заключительная серия сезона вышла в эфир 19 апреля 2016 года. Третий сезон состоял из 23 эпизодов.

## Сюжет
В участок 9-9 приходит новый капитан Сет Дозерман (Билл Хейдер), который вскоре умирает от сердечного приступа, застав Джейка (Энди Сэмберг) и Эми (Мелисса Фумеро) за поцелуем. Следующим на место капитана назначают «Стервятника» (Дин Уинтерс), что, мягко говоря, не приводит в восторг команду. Однако вскоре Холт (Андре Брауэр) при помощи Джейка ловит серийного убийцу, и ему удаётся вернуться на своё прежнее место работы. Чарльз (Джо Ло Трульо) начинает встречаться с владелицей арт-галереи Женевьев (Мэри Линн Райскаб). Их знакомство происходит при расследовании дела о страховом мошенничестве, в котором Женевьев является главной подозреваемой. На День благодарения Терри (Терри Крюс) в очередной раз становится отцом. Роза (Стефани Беатрис) расстаётся с Маркусом (Ник Кэннон), но вскоре начинает новые отношения с Эдрианом Пименто (Джейсон Мандзукас), нервным детективом, который 12 лет находился под прикрытием. Вскоре Роза и Эдриан объявляют о помолвке, но счастливый жених вынужден бежать из города и скрываться, потому что опасный гангстер Джимми «Мясник» Фигис хочет убить его.

## Актеры и персонажи
| - Энди Сэмберг — Джейк Перальта - Стефани Беатрис — Роза Диас - Терри Крюс — Терри Джеффордс - Мелисса Фумеро — Эми Сантьяго - Джо Ло Трульо — Чарльз Бойл - Челси Перетти — Джина Линетти - Андре Брауэр — Рэймонд Холт - Дирк Блокер — Майкл Хичкок - Джоэл Маккиннон Миллер — Норман Скалли | - Дин Уинтерс — Кит «Стервятник» Пемброук - Кира Седжвик — заместитель комиссара Мэделин Уанч - Джейсон Мандзукас — Эдриан Пименто | - Билл Хейдер — капитан Сет Дозерман - Крэйг Робинсон — Даг Джуди - Нил Деграсс Тайсон — в роли самого себя - Мэри Линн Райскаб — Женевьев - Ник Офферман — Фредерик - Ник Кэннон — Маркус - Кэтрин Хан — Элеанор - Брэдли Уитфорд — капитан Роджер Перальта - Кэти Сагал — Карен Перальта - Дэймон Уэйанс-младший — детектив Стиви Шилленс - Аида Туртурро — Мора Фигис - Деннис Хэйсберт — Боб Анндерсон |

## Эпизоды
| № общий | № в сезоне | Название                                      | Режиссёр         | Автор сценария                        | Дата премьеры    | Произв. код | Зрители в США (млн) |
| --- | ---------- | --------------------------------------------- | ---------------- | ------------------------------------- | ---------------- | ----------- | ------------------- |
| 46 | 1          | «New Captain» «Новый капитан»                 | Майкл Шур        | Мэтт Мюррей                           | 27 сентября 2015 | 301         | 3,14                |
| После ухода Холта в отдел по связям с общественностью новый капитан, пришедший на его место, повергает участок в хаос. Однако Терри пытается во что бы то ни стало сохранить порядок. Тем временем, Джейк и Эми сталкиваются с последствиями своего первого «настоящего» поцелуя. |            |                                               |                  |                                       |                  |             |                     |
| 47 | 2          | «The Funeral» «Похороны»                      | Клэр Скэнлон     | Люк Дель Тредичи                      | 4 октября 2015   | 302         | 4,10                |
| Назначение нового руководителя участка ставит отношение Эми и Джейка под угрозу. Терри помогает Холту решить важную задачу, касающуюся связей с общественностью, а Роза и Джина пытаются убедить Чарльза пересмотреть своё отношение к сослуживцу. |            |                                               |                  |                                       |                  |             |                     |
| 48 | 3          | «Boyle's Hunch» «Догадка Бойла»               | Трент О’Доннелл  | Триша Макальпин                       | 11 октября 2015  | 304         | 2,75                |
| Джейк считает, что Бойл нашел «родственную душу» в лице Женевьев, владелицы арт-галереи, и пытается свести их вместе. Тем временем, Роза ищет вора внутри участка, а Холт просит Эми помочь ему в кампании по улучшению имиджа городской полиции. |            |                                               |                  |                                       |                  |             |                     |
| 49 | 4          | «The Oolong Slayer» «Улуновый маньяк»         | Майкл Макдональд | Гейб Лидман                           | 18 октября 2015  | 303         | 2,57                |
| Джейк и Холт в глубочайшем секрете от всех расследуют дело о серийном убийце. В участке Роза и Эми вновь должны исполнить требования заклятого врага, а Терри сталкивается с новой зависимостью. |            |                                               |                  |                                       |                  |             |                     |
| 50 | 5          | «Halloween III» «Хэллоуин 3»                  | Майкл Макдональд | Дэвид Филипс                          | 25 октября 2015  | 305         | 4,38                |
| Третья часть знаменитого противостояния Джейка и капитана Холта за звание «Величайшего детектива-гения». В этом году Джейк и Холт делят участок на две команды, чтобы их участники помогли соперникам определить окончательного победителя в затянувшемся споре. |            |                                               |                  |                                       |                  |             |                     |
| 51 | 6          | «Into the Woods» «Чем дальше в лес...»        | Линда Мендоза    | Эндрю Гест                            | 8 ноября 2015    | 306         | 2,65                |
| Джейк и Чарльз уговаривают Терри провести уикенд в лесу за городом, чтобы Терри смог развеяться. Однако вскоре выясняется, что их отдых проходит не столь идеально, как они надеялись. Тем временем, в участке Холт дает Розе несколько ценных советов об отношениях, а Эми просит Джину подготовить ее к одной очень важной презентации. |            |                                               |                  |                                       |                  |             |                     |
| 52 | 7          | «The Mattress» «Матрас»                       | Дин Холланд      | Лора Маккрири                         | 15 ноября 2015   | 307         | 2,69                |
| Джейк и Эми уговаривают капитана разрешить им вместе вести дело о новом наркотике, появившемся на улицах, однако их романтические взаимоотношения мешают им в расследовании. Чарльз пребывает в панике из-за того, что нанес ущерб очень важной для капитана Холта вещи, а Терри преподает Розе важный урок. |            |                                               |                  |                                       |                  |             |                     |
| 53 | 8          | «Ava» «Ава»                                   | Тристрам Шапиро  | Мэтт О’Брайан                         | 22 ноября 2015   | 308         | 3,88                |
| Терри и Роза отправляются в тюрьму, чтобы получить сведения о разыскиваемом ими убийце, и Терри просит Джейка позаботиться на время его отсутствия о беременной Шэрон, которая должна прийти в участок. Однако все идет совсем не по плану: у Шэрон отходят воды, а в участке наступает кризис из-за отключенного Интернета, и Эми и Бойлу приходится вручную обрабатывать кучу текущих дел. Тем временем, Холт вынужден столкнуться со своим бывшим бойфрендом. |            |                                               |                  |                                       |                  |             |                     |
| 54 | 9          | «The Swedes» «Шведы»                          | Эрик Эппел       | Мэтт Мюррей                           | 6 декабря 2015   | 309         | 3,95                |
| Джейк и Роза работают над международным делом, и им на помощь присылают двух детективов из Швеции, отношения с которыми почти сразу становятся напряженными. Эми и Терри пытаются помочь Джине подготовиться к очень важному экзамену, а Холт просит Чарльза стать его партнером в ежегодном турнире по сквошу. |            |                                               |                  |                                       |                  |             |                     |
| 55 | 10         | «Yippie Kayak» «Юппи каяк»                    | Ребекка Эшер     | Лакшми Сундарам                       | 13 декабря 2015  | 310         | 3,82                |
| В канун Рождества Джейк, Джина и Чарльз попадают в настоящую ситуацию из «Крепкого орешка», и Терри должен оставить праздничное застолье со своей семьей, чтобы спасти команду. Тем временем, Эми пытается доказать, что она такая же отважная как Холт и Роза. |            |                                               |                  |                                       |                  |             |                     |
| 56 | 11         | «Hostage Situation» «Захват заложников»       | Макс Уинклер     | Фил Аугуста Джексон                   | 5 января 2016    | 311         | 2,73                |
| Чарльз и Женевьев хотят перевести свои отношения на новый уровень, но Элеанор, бывшая жена Бойла, нарушает их планы. Тем временем, просьба Эми о том, чтобы Терри написал ей рекомендательное письмо, оборачивается катастрофой, а Холт и Роза привлекают Джину к расследованию дела. |            |                                               |                  |                                       |                  |             |                     |
| 57 | 12         | «9 Days» «9 дней»                             | Дин Холланд      | Джастин Ноубл                         | 19 января 2016   | 312         | 2,37                |
| Когда капитан Холт и Джейк заболевают свинкой во время расследования, они в надежде раскрыть дело решают провести карантин вместе. Тем временем, Роза помогает Бойлу пережить скорбь, а Терри сталкивается с неподчинением Скалли и Хитчкока. |            |                                               |                  |                                       |                  |             |                     |
| 58 | 13         | «The Cruise» «Круиз»                          | Майкл Спиллер    | Триша Макальпин                       | 26 января 2016   | 313         | 2,38                |
| Джейк и Эми отправляются в свой первый отпуск вместе, однако идеальный план морского круиза, составленный Эми, разрушается, когда на борту им встречается старый противник. Джина и Терри помогают капитану выжить при его общении с родной сестрой, а Чарльз и Роза начинают войну из-за понравившейся им обоим квартиры. |            |                                               |                  |                                       |                  |             |                     |
| 59 | 14         | «Karen Peralta» «Карен Перальта»              | Брюс Маккалок    | Элисон Агости и Гейб Лидман           | 2 февраля 2016   | 314         | 2,24                |
| У Джейка День Рождения, и он приглашает Эми в гости к своей маме, однако праздник портится с неожиданным приходом отца Перальты. Тем временем, у Розы, Чарльза и Терри, находящихся на задании в засаде, возникают проблемы с новыми нательными камерами, а Джина забывает известить команду о важном мероприятии, устроенном Холтом. |            |                                               |                  |                                       |                  |             |                     |
| 60 | 15         | «The 9-8» «Участок 9-8»                       | Ниша Ганатра     | Дэвид Филлипс                         | 9 февраля 2016   | 315         | 2,28                |
| Девятый участок принимает у себя соседний восьмой, в котором произошла авария, и выясняется, что там работает бывший напарник Джейка. Чарльз начинает ревновать и всеми силами пытается восстановить свой статус лучшего друга Джейка. Остальные члены команды, тем временем, стараются быть гостеприимными к полицейским восьмого участка, но это оказывается не самым легким делом.                                                                            |            |                                               |                  |                                       |                  |             |                     |
| 61 | 16         | «House Mouses» «Мыши в доме»                  | Клэр Скэнлон     | Эндрю Гест                            | 16 февраля 2016  | 316         | 2,18                |
| Джейк высказывает Хичкоку и Скалли, что они ни на что не способны, однако они пытаются доказать обратное. Эми и Джина помогают Розе преодолеть один из ее самых сильных страхов, а Холт и Бойл ведут дело, в котором потерпевший — знаменитость. |            |                                               |                  |                                       |                  |             |                     |
| 62 | 17         | «Adrian Pimento» «Эдриан Пименто»             | Мэгги Кэри       | Люк Дель Тредичи                      | 23 февраля 2016  | 317         | 2,13                |
| Детектив, пробывший под прикрытием двенадцать лет и по этой причине находящийся в крайне нестабильном состоянии, возвращается на работу в участок, и Джейк сразу загорается идеей стать его напарником. Тем временем, строптивое поведение Чарльза приводит его к конфликту с главой службы уборщиков, а Холт просит Джину снять видео об участке с ним и Розой в главных ролях.                                                                                 |            |                                               |                  |                                       |                  |             |                     |
| 63 | 18         | «Cheddar» «Чеддер»                            | Алекс Рид        | Джессика Полонски                     | 1 марта 2016     | 318         | 1,85                |
| Джейк и Эми вызываются присмотреть за Чеддером, любимой собакой капитана, у него дома, пока Холт навещает Кевина в Париже. Однако ситуация становится непредсказуемой, когда Чеддер убегает из-за того, что ребята оставили входную дверь открытой. Тем временем, флирт между Розой и Эдрианом Пименто становится слишком заметным как для Терри, так и для остальных работников участка.                                                                        |            |                                               |                  |                                       |                  |             |                     |
| 64 | 19         | «Terry Kitties» «Котята Терри»                | Майкл Макдональд | Фил Аугуста Джексон и Триша Макальпин | 15 марта 2016    | 319         | 1,95                |
| Терри пытается доказать детективам участка, в котором он работал раньше, что над ним пора перестать насмехаться, и просит Джейка помочь ему в расследовании преступления двадцатилетней давности. Эдриан переезжает к Чарльзу, и это влечет за собой неоднозначные последствия. Эми, Роза и капитан проводят между собой специфические соревнования на учениях по разминированию.                                                                                |            |                                               |                  |                                       |                  |             |                     |
| 65 | 20         | «Paranoia» «Паранойя»                         | Пэйман Бенц      | Гейб Лидман                           | 29 марта 2016    | 320         | 2,02                |
| Роза просит Джейка попытаться переубедить Терри, который плохо относится к Пименто и считает, что его отношения с Розой развиваются слишком быстро. Однако любовь Розы и Эдриана подвергается серьезному испытанию, когда Пименто понимает, что кто-то из прошлого хочет убить его. |            |                                               |                  |                                       |                  |             |                     |
| 66 | 21         | «Maximum Security» «Максимальная секретность» | Виктор Нелли мл. | Лора Маккрири                         | 5 апреля 2016    | 321         | 2,71                |
| Для того чтобы добыть необходимую информацию, Эми под прикрытием отправляется в женскую тюрьму в Техасе, где она должна наладить связь с одной заключенной. Тем временем, в участке Холт и команда организуют поддельные похороны Пименто в надежде поймать преступника, работающего в ФБР. |            |                                               |                  |                                       |                  |             |                     |
| 67 | 22         | «Bureau» «Бюро»                               | Райан Кейс       | Дэвид Филлипс и Элисон Агости         | 12 апреля 2016   | 322         | 2,07                |
| Жизнь Пименто все еще находится в опасности, и капитан Холт обращается за помощью к своему другу из ФБР, чтобы тот помог осуществить невозможное ограбление. Тем временем, Эми, продолжая быть под прикрытием, узнает жизненно важные сведения, а Терри и Джина расследуют случай утечки информации из участка. |            |                                               |                  |                                       |                  |             |                     |
| 68 | 23         | «Greg and Larry» «Грег и Ларри»               | Дэн Гур          | Эндрю Гест и Фил Аугуста Джексон      | 19 апреля 2016   | 323         | 2,02                |
| Попытки вывести преследователей Эдриана Пименто на чистую воду приводят к неожиданному повороту событий, при котором капитан Холт оказывается в серьезной опасности, и все его подчиненные начинают действовать, чтобы спасти его. |            |                                               |                  |                                       |                  |             |                     |

## Реакция
На сайте-агрегаторе Rotten Tomatoes третий сезон «Бруклин 9-9» достиг 90% «свежести» на основе 10 отзывов. На сайте Metacritic у третьего сезона 80 баллов из 100 на основе 1 отзыва.

## Награды и номинации
| Премия                                | Дата церемонии   | Номинация                                                 | Номинант        | Результат |
| ------------------------------------- | ---------------- | --------------------------------------------------------- | --------------- | --------- |
| People's Choice Awards                | 6 января 2016    | Любимый комедийный актёр на ТВ                            | Энди Сэмберг    | Номинация |
| Премия «Выбор телевизионных критиков» | 17 января 2016   | Лучшая мужская роль второго плана в комедийном сериале    | Андре Брауэр    | Победа    |
| NAACP Image Award                     | 5 февраля 2016   | Лучшая мужская роль в комедийном сериале                  | Андре Брауэр    | Номинация |
| NAACP Image Award                     | 5 февраля 2016   | Лучшая мужская роль второго плана в комедийном сериале    | Терри Крюс      | Номинация |
| Премия «Спутник»                      | 12 февраля 2016  | Лучший телевизионный сериал (комедия или мюзикл)          | «Бруклин 9-9»   | Победа    |
| GLAAD Media Awards                    | 2 апреля 2016    | Лучший комедийный сериал                                  | «Бруклин 9-9»   | Номинация |
| Teen Choice Awards                    | 31 июля 2016     | Актёр телевизионного сериала                              | Энди Сэмберг    | Победа    |
| Imagen Awards                         | 9 сентября 2016  | Лучшая актриса второго плана — ТВ                         | Мелисса Фумеро  | Номинация |
| Imagen Awards                         | 9 сентября 2016  | Лучшая актриса второго плана — ТВ                         | Стефани Беатрис | Номинация |
| Imagen Awards                         | 9 сентября 2016  | Лучшая ТВ программа в прайм-тайм — комедия                | «Бруклин 9-9»   | Победа    |
| Creative Arts Emmy Awards             | 10 сентября 2016 | Лучшая постановка трюков в комедийном сериале или варьете | «Бруклин 9-9»   | Номинация |
| Poppy Awards                          | 13 сентября 2016 | Лучшая мужская роль в комедийном сериале                  | Энди Сэмберг    | Победа    |
| Премия «Эмми»                         | 18 сентября 2016 | Лучший актёр второго плана в комедийном телесериале       | Андре Брауэр    | Номинация |